# Diaea spinosa
Diaea spinosa är en spindelart som beskrevs av Eugen von Keyserling 1880. Diaea spinosa ingår i släktet Diaea och familjen krabbspindlar.
Artens utbredningsområde är Colombia. Inga underarter finns listade i Catalogue of Life.